# Ultime Vengeance (film, 2003)
Pour plus de détails, voir Fiche technique et Distribution.
Ultime Vengeance (Out for a Kill) est un film américain réalisé par Michael Oblowitz, sorti en 2003 en direct-to-video. Il a été diffusé à la télévision le 25 avril 2004 sur USA Network.

## Synopsis
Effectuant des fouilles à l’est de la Chine, le brillant archéologue Robert Burns, découvre un trafic de drogue orchestré par les Tongs, la plus puissante triade du pays. Convaincues qu’il est impliqué dans cette sombre affaire, les autorités chinoises le jettent en prison mais, sous la pression de la DEA, le relâche afin que Burns les mettent sur la piste des Tong. Désormais utilisé comme appât, Burns va devoir affronter une vague de violence sans précédent…

## Fiche technique
- Titre : Ultime Vengeance
- Titre original : Out for a Kill
- Réalisation : Michael Oblowitz
- Scénario : Danny Lerner et Dennis Dimster
- Musique : Roy Hay
- Photographie : Mark Vargo
- Montage : Robert A. Ferretti
- Production : Randall Emmett, George Furla, Danny Lerner, Steven Seagal, John Thompson et David Varod
- Société de production : Millennium Films, Luminocity Productions, Emmett/Furla/Oasis Films et Harbor Productions
- Pays :  États-Unis et  Aruba
- Genre : Action, policier et thriller
- Durée : 90 minutes
- Dates de sortie :
  -  États-Unis : 19 août 2003
  -  France : 11 juin 2004

## Distribution
- Michelle Goh (en) (VF : Yumi Fujimori) : Tommie Ling
- Steven Seagal (VF : Jean-François Aupied) : le professeur Robert Burns
- Corey Johnson (VF: Olivier Destrez) : Ed Grey
- Tom Wu : Li Bo
- Ozzie Yue (en) : Fang Lee « le Barbier »
- Bruce Wang (VF: Michel Prud'homme) : Tang Zhili « l'Oiseau »
- Chike Chan : M. Chang
- Hon Ping Tang (VF : Bruno Dubernat) : Sai Lo
- Dave Wong (VF: Jérémy Prévost) : Yin Quinshi
- Chooye Bay (VF : Gabriel Le Doze) : Wong Dai
- Elaine Tan (en) : Luo Yi
- Michael J. Reynolds : Dean
- Kata Dobó : Maya Burns
- Vincent Wong : Luo Dazhong
- Ray Charleson : Harry « Crash » Kupper
- MC Harvey (VF : Taric Mehani) : King

## Controverses
L'actrice Rachel Grant a déclaré avoir été agressée sexuellement par Steven Seagal lors des répétitions du film.
Le cascadeur Sam Cam Lui a reçu 10 000 £ après s'être blessé lors d'une scène de combat avec Steven Seagal.